# Миоцен
Миоцен (симбол M) је геолошка епоха неогена која покрива период од пре око 23,03 до 5,332 милиона година. Миоцен је именовао сер Чарлс Лајел. Назив „миоцен“ води порекло од речи грч. μείων и грч. καινός, и значи „мање недавно“, јер има 18% мање морских бескичмењака него плиоцен. Миоцен прати епоху олигоцена, а праћен је плиоценом.

## Живи свет
Примати су се раширили подељени током епохе миоцена, постајући широко распростањени по старом свету. У ствари, до краја ове епохе, људски преци су се одвојили од предака шимпанзи пратећи њихов сопствени еволуциони пут. Као и у олигоцену, травната површина је наставила да се шири док је опсег шуме ишчезавао. У миоценским морима, шуме алги су се први пут појавиле и ускоро су постале један од најпродуктивнијих земљиних екосистема. Животиње и биљке миоцена биле су потпуно прилагођене. Птице и сисари били су добро утемељени. Ајкуле, делфини и алге су се ширили. Миоценска епоха је од посебног значаја за геологе и палеоклиматологе јер су се главне фазе подизања Хималаја догодиле током ње, утичући на монсунске циклусе у Азији, који су повезани са глацијацијама на северној хемисфери.

## Стадијуми
Миоцен је епоха неогена и према подели Међународне комисије за стратиографију (ICS) из 2018. дели се на шест векова: месиниј, тортониј, серавалиј, лангиј, бурдигалиј и аквитаниј.
| Период   | Епоха      | Век        | Почетак (Ma) | Крај (Ma) |
| -------- | ---------- | ---------- | ------------ | --------- |
| Квартар  | Плеистоцен | Желасиј    | 2,58         | 1,8       |
| Неоген   | Плиоцен    | Пјачентиј  | 3,6          | 2,58      |
| Неоген   | Плиоцен    | Занклиј    | 5,333        | 3,6       |
| Неоген   | Миоцен     | Месиниј    | 7,246        | 5,333     |
| Неоген   | Миоцен     | Тортониј   | 11,63        | 7,246     |
| Неоген   | Миоцен     | Серавалиј  | 13,82        | 11,63     |
| Неоген   | Миоцен     | Лангиј     | 15,97        | 13,82     |
| Неоген   | Миоцен     | Бурдигалиј | 20,44        | 15,97     |
| Неоген   | Миоцен     | Аквитаниј  | 23,03        | 20,44     |
| Палеоген | Олигоцен   | Хатиј      | 27,82        | 23,03     |

### Старија подела
Према старијој подели Међународне комисије за стратиографију, стадијуми фауне миоцена од најмлађег ка најстаријем су:
| Периода | Епоха      | Век | Почетак (Ma) | Крај (Ma) |
| ------- | ---------- | --- | ------------ | --------- |
| Неоген  |            |     |              |           |
| Плиоцен | Желасиј    |     |              |           |
| Плиоцен | Пјачентиј  |     |              |           |
| Плиоцен | Занклиј    |     |              |           |
| Миоцен  | Понтиј     |     |              |           |
| Миоцен  | Панониј    |     |              |           |
| Миоцен  | Сарматиј   |     |              |           |
| Миоцен  | Бадениј    |     |              |           |
| Миоцен  | Карпатиј   |     |              |           |
| Миоцен  | Отнангиј   |     |              |           |
| Миоцен  | Егенбургиј |     |              |           |
| Миоцен  | Егериј     |     |              |           |

Ове подподеле у оквиру миоцена дефинисане су релативним обиљем различитих врста кречњачких нанофосила и фораминифера (једноћелијских протиста с наговештајем љуске).